# فيليا (مقاطعة نيجني نوفغورود)
فيليا (بالروسية: Виля) هي مدينة في مقاطعة نيجني نوفغورود أوبلاست في روسيا.
يبلغ عدد سكانها حوالي 3557 نسمة.